# Блуденц
Блуденц (на немски: Bludenz) е град в Западна Австрия. Разположен е в едноименния окръг Блуденц на провинция Форарлберг около река Ил на около 14 km източно от границата с Лихтенщайн и също на около 14 km северно от границата с Швейцария. Главен административен център на окръг Блуденц. Надморска височина 588 m. Първите сведения за града датират от 830 г. Има жп гара. Броят на населението е 13 746 жители към 1 април 2009 г.